# (2773) Brooks
(2773) Brooks – planetoida z grupy pasa głównego asteroid okrążająca Słońce w ciągu 3 lat i 203 dni w średniej odległości 2,33 j.a. Została odkryta 6 maja 1981 roku w Obserwatorium Palomar przez Carolyn Shoemaker. Nazwa planetoidy pochodzi od Williama Brooksa (1844-1922), amerykańskiego astronoma. Przed nadaniem nazwy planetoida nosiła oznaczenie tymczasowe (2773) 1981 JZ2.